# Jan V. z Pernštejna
Jan V. z Pernštejna (30. července 1561 – 30. září 1597, Ráb) byl český a moravský šlechtic, který pocházel z rodu pánů z Pernštejna a dosáhl hodnosti generála dělostřelectva císařské armády.

## Život
Jeho otec byl nejvyšší kancléř Vratislav II. z Pernštejna, matka původem španělská šlechtična Marie Manrique de Lara y Mendoza. Vzhledem k tomu, že jeho jediný bratr Maxmilián z Pernštejna byl kanovníkem a předčasně zemřel, Jan se stal jediným pokračovatelem rodu Pernštejnů. Po svém otci však převzal značné dluhy a ani on sám je nebyl schopen splácet. Postupně rozprodával svá panství a byl nucen vstoupit do vojenských služeb, kde byl velmi úspěšný při taženích ve Španělském Nizozemí a Uhrách, jako velitel dělostřelectva. Známá je proto tzv. Pernštejnská petarda (výbušná zbraň k vylamování bran pevností). V roce 1585 prodal Přerov, roku 1588 Lanškroun, roku 1596 dokonce i rodový hrad Pernštejn, o rok později Tovačov a zůstaly mu jen Litomyšl, kterou Pernštejnové měli v zástavní držbě od panovníka, a panství Plumlov s rezidencí v Prostějově.
Jan z Pernštejna se v roce 1587 ve Vídni oženil s příbuznou Annou Marií Manrique de Lara († před 1636), dcerou Juana Marique de Mendoza, dvořana v habsburských službách. Měli spolu syna Vratislava Eusebia a tři dcery – Annu, Frebonii Eusebii a Evu.
Jan z Pernštejna zemřel roku 1597 při obléhání pevnosti Rábu v Uhrách, kde mu dělová koule z tureckého děla utrhla hlavu a levou ruku i s ramenem. Pohřbený je spolu s rodiči v katedrále sv. Víta (v tehdejší Pernštejnské kapli). Poručnictví jeho nezletilých dětí se ujala Janova sestra Polyxena z Pernštejna.
Manželka Anna Marie nadále jako vdova bydlela v Pernštejnském paláci na Pražském hradě, kde byla duší intrik pernštejnského salónu a zapletla se i do politicky zabarvených milostných afér. V roce 1606 se znovu provdala za hraběte Bruna z Mansfeldu. Intrikovat nepřestala ani ve Vídni.